# 六壷

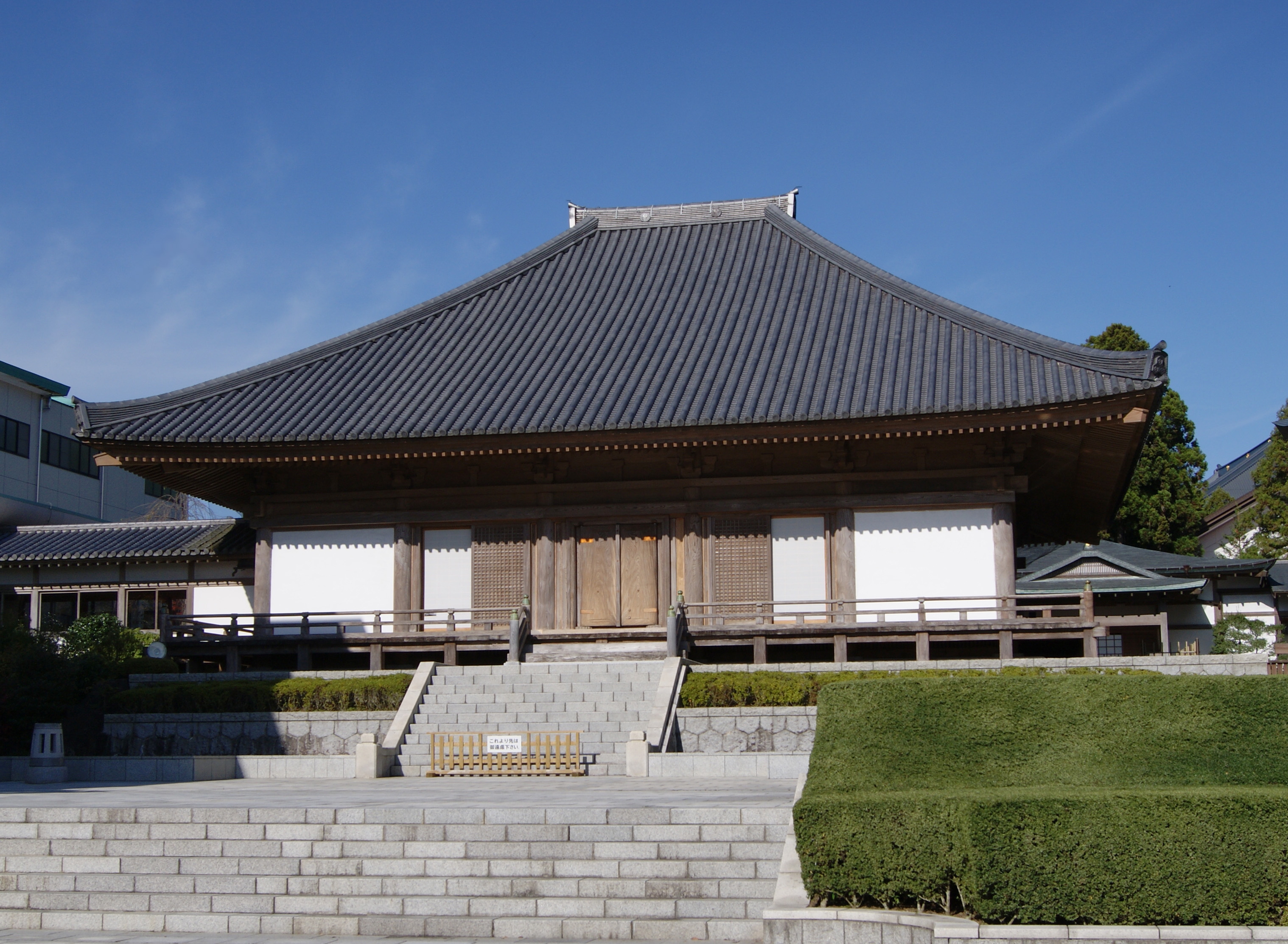
六壷（2009年11月撮影）

六壷（むつぼ）は、静岡県富士宮市、大石寺にある堂宇。

## 概要
大石寺創建当時からあった堂宇で、もともとは六室にわかれていたことから「六壷」と呼ばれるようになったとも言われるが定かではない。
現在の建物は昭和63年（1988年）10月、67世日顕代に、大石寺開創700年を記念して再建された。総欅作りの木造平屋建てで、内部は170畳の畳敷となっており、奥には法主の大導師席と須弥壇があり、建物は大坊（内事部）と渡り廊下でつながっている。
安置本尊は日興が1303年8月に持仏堂安置本尊として書写した常住御本尊である。
六壷では法主の大導師ではないが、毎日朝5時半と夕方4時半に勤行が行われている。夕方の勤行の際には右側の祭壇に内事部の納骨受付で預かった遺骨と塔婆受付で申し込まれた塔婆が並び回向もあわせて行われている。